# 地區金融中心
地區金融中心，Regional banking centre/Regionalfinancial centre，是一些地位次於國際金融中心的經濟城市。雖然它們法系、金融、通訊不及國際金融中心發達，但是知名度高，如開曼群島、巴哈馬群島、百慕達等，是不少上市公司及投資基金等遷冊的目的地。

## 相關
- 避稅天堂
- 洗黑錢
- 自由港
- 瑞士
- 盧森堡